# サヴ海

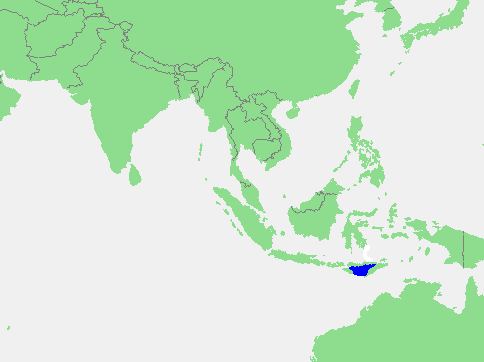
セヴ海

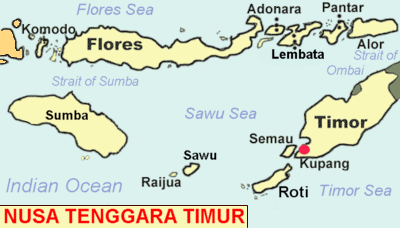
フロレス島、スンバ島、ティモール島などに囲まれているサヴ海

サヴ海(サヴかい、Savu Sea)はティモール島北西にある海。小スンダ列島のフロレス島、アロール島、ティモール島、スンバ島などで境界が作られている。南と西はインド洋と接続し、北東へはオンバイ海峡を通じてバンダ海と結ばれている。北西ではフロレス海と接続する。
東西500km、南北200kmほどの広さであり、最深部は3,500mに達する。